# 앙드레 앙투안

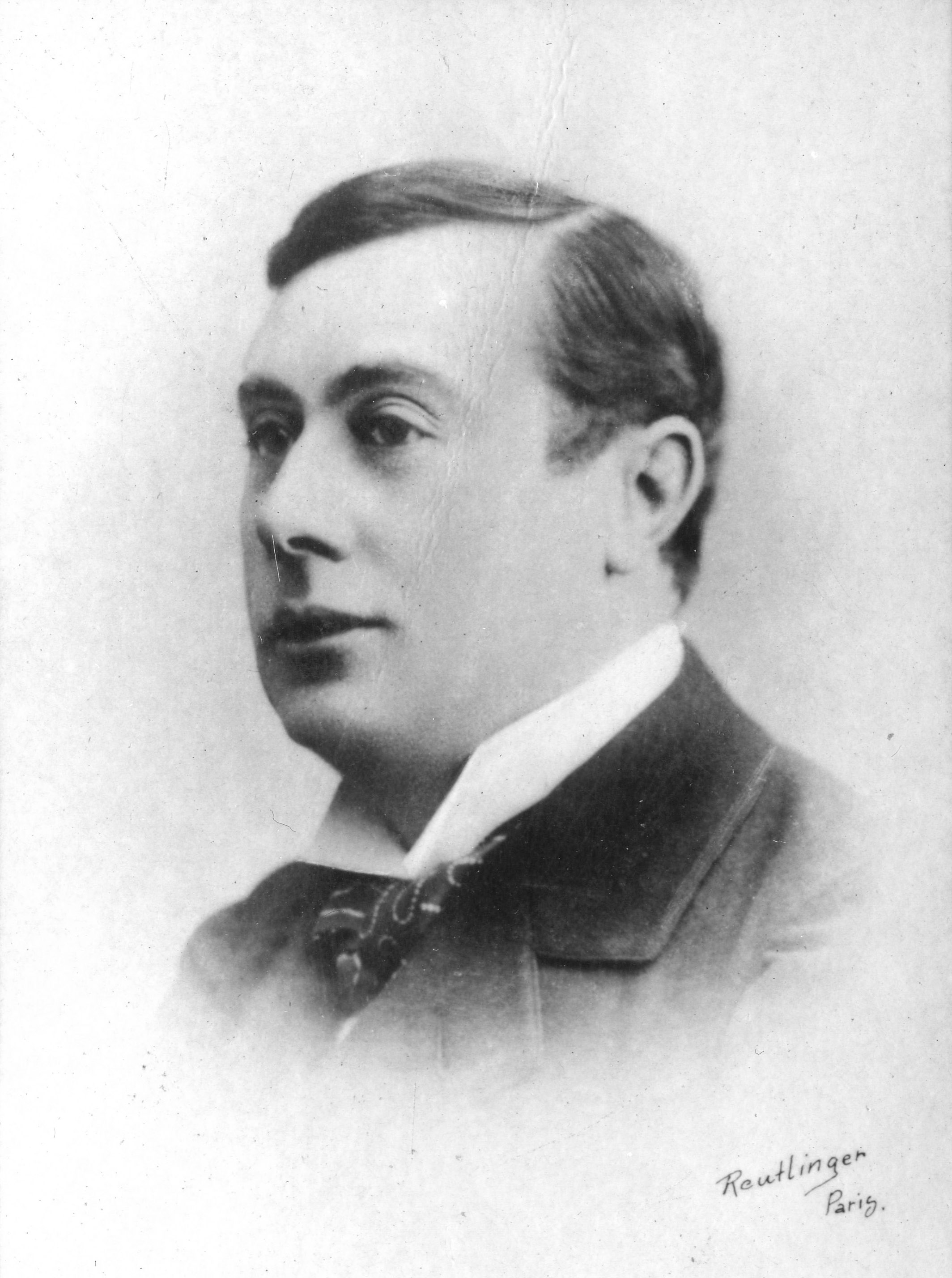
1900년 경의 앙투안. 1908년 출판

앙드레 앙투안(André Antoine, 1858년 1월 31일 ~ 1943년 10월 23일)은 프랑스의 연출가, 배우이다.
리모지의 가난한 가정에서 태어났다. 가스 회사의 사원으로 일한 그는 1887년 연극 혁신의 열의에 불타 자유극장을 설립하였다. 부채(負債)에 시달리면서도 상업에 편승하지 않는 무명작가의 희곡과 외국 작품을 소개하여 근대운동에 큰 공헌을 하였다. 자유극장이 세상에 내어보낸 신인에는 포르트리쉬(1849-1930) 등이 있다.